# Macrolidi

L'eritromicina, un macrolide

I macrolidi rappresentano una classe di composti chimici costituita da lattoni nella cui molecola è presente un macrociclo costituito da almeno 12 termini.
Sono utilizzati in ambito medico come antibiotici per la cura di specifiche infezioni batteriche.

## Struttura
I macrolidi costituiscono un'ampia famiglia di prodotti naturali (molti dei quali presentano attività antibiotica) costituiti da un anello lattonico macrociclico, tipicamente a 14, 15 o 16 termini. Il macrociclo può presentare numerose ramificazioni metiliche e lo stesso macrociclo può essere legato, mediante legami glicosidici,a due o più desossi zuccheri che raramente si ritrovano in altri composti. I più comuni zuccheri tipici dei macrolidi sono il L-cladinosio, L-micarosio, D-micinosio oppure L-oleandrosio. Almeno una unità saccaridica deve essere un amminozucchero come D-desossamina o D-furosamina.

## Esempi di macrolidi
I macrolidi sono molecole ampiamente utilizzate nella pratica medica. È possibile perciò ricordare:
- eritromicina: presenta un anello a 14 termini
- oleandomicina: anch'esso a 14 termini
- spiramicina: 16 termini
- avermectine: anello a 16 termini. Non hanno attività battericida ma sono utili come insetticidi
- claritromicina: con 14 atomi
- azitromicina: 15 atomi
- fluritromicina: anello lattonico a 14 atomi

## Impiego in ambito medico
I macrolidi hanno uno spettro d'azione leggermente più ampio rispetto a quello delle penicilline. Gli streptococchi beta-emolitici, gli pneumococchi, gli stafilococchi e gli enterococchi sono solitamente suscettibili all'azione dei macrolidi. A differenza delle penicilline, i macrolidi si sono dimostrati efficaci contro Legionella pneumophila, mycoplasma, mycobacteria, alcune specie di rickettsie e chlamydia. Di norma si preferisce l'uso dei β-lattamici ma si possono usare anche i macrolidi come validi sostituti soprattutto nel caso in cui il paziente sia allergico o insensibile alle penicilline.

### Meccanismo d'azione
I macrolidi si legano in maniera reversibile a una adenosina in posizione 2058 (A2058) dell'RNA 23S nella subunità 50s del ribosoma batterico, inibendo la tappa della traduzione nella sintesi proteica operata dal ribosoma stesso.
Generalmente i macrolidi sono batteriostatici ma, ad alte dosi, divengono anche battericidi.

### Resistenza
La resistenza è un problema clinico rilevante per molti farmaci, e molto grave per i macrolidi. Molti ceppi di stafilococchi stanno diventando resistenti. La resistenza sembra operare in 3 diverse vie:
- Il microrganismo riesce a captare una minor quantità di farmaco e l'antibiotico non raggiunge la concentrazione critica per essere efficace.
- Il sito recettoriale a livello del ribosoma è mutato: in questo modo al ribosoma si lega una minor quantità di farmaco.
- Il batterio sviluppa un'esterasi che è in grado di aprire il lattone, inattivandolo.

### Farmacocinetica
- Somministrazione: i macrolidi si comportano in maniera differente a seconda delle diverse molecole. L'eritromicina viene distrutta dall'acidità gastrica. Deve perciò essere somministrata in compresse gastroresistenti o nella forma esterificata. Azitromicina e claritromicina sono invece stabili all'acidità gastrica.
- Distribuzione: l'eritromicina si distribuisce bene nell'organismo ma non passa la BEE. Buona distribuzione anche per azitromicina e claritromicina.
- Metabolismo: l'eritromicina e claritromicina sono estesamente metabolizzate al contrario dell'azitromicina che non subisce alcun metabolismo.

### Effetti collaterali
- Epigastralgia
- effetti gastrointestinali
- ittero colestatico
- ototossicità
- i pazienti con problemi epatici non dovrebbero assumere tali farmaci, in particolare l'eritromicina, perché si accumulano nel fegato.
- la somministrazione di macrolidi provoca bradicardia, comporta un aumento significativo di eventi avversi cardiaci gravi, e un aumentato rischio di morte improvvisa. L’unica molecola di questa classe estranea a eventi avversi cardiaci risulta la roxitromicina.[2]